# الحضن (ملحان)

تعديل مصدري - تعديل

الحضن هي إحدى قرى عزلة جبع بمديرية ملحان التابعة لمحافظة المحويت، بلغ تعداد سكانها 227 نسمة حسب تعداد اليمن لعام 2004.